# Thelephora ganbajun
Thelephora ganbajun, або «ганба » (干巴菌/乾巴菌), — вид коралоподібних грибів родини Thelephoraceae. 

## Назва
Він був описаний як новий для науки в 1987 році китайським мікологом Му Зангом. 

## Поширення
Він зустрічається в Юньнані, де росте на Pinus yunnanensis і Pinus kesiya var. langbianensis. 

## Практичне застосування
Вживається в їжу в Китаї. Гриб не культивують.